# Aflenz Land
Aflenz Land est une ancienne commune autrichienne du district de Bruck-Mürzzuschlag en Styrie.